# Lucceius Albinus
Lucceius Albinus († 69) war ein römischer Ritter und von 62 bis 64 n. Chr. Amtsträger in Judäa. 

## Leben
Da Albinus aus der Provinz Ägypten kam, könnte er dort bereits amtlich tätig gewesen sein. Umstritten ist, ob er als praefectus noch dem Statthalter von Syrien unterstellt war, oder ob er Präsidialprokurator war. Nach dem jüdischen Historiker Flavius Josephus betrieb Albinus in Judäa eine rücksichtslose Misswirtschaft.
Albinus gab gegen Lösegeld eingekerkerte Partisanen – sogar die Sikarier – frei, leerte die öffentlichen Kassen und belastete das Volk mit hohen Abgaben.
Als letzte Amtshandlung leerte er noch einmal die überfüllten Gefängnisse, um nochmals an Geld zu kommen, wobei die Schwerverbrecher hingerichtet wurden, während er die übrigen Gefängnisinsassen gegen Zahlung eines Geldbetrags freiließ. Die Auswirkungen der letzten Amtshandlung des Albinus fasste Flavius Josephus in folgendem Satz zusammen:
So leerten sich die Gefängnisse von Übeltätern, das Land aber füllte sich mit Banditen.
Der Nachfolger des Albinus als Prokurator in Judäa wurde Gessius Florus. Albinus wurde etwa ab 66 Prokurator von Mauretania Caesariensis, unter dem römischen Kaiser Galba zusätzlich auch von Mauretania Tingitana. Dort soll er sich 69 nach dem Tod Othos unter dem Titel Juba zum „König“ gemacht haben. Jedoch wurde er von Truppen des Cluvius Rufus, dem Quästor der Baetica, getötet.